# ليون جنكينز
ليون جنكينز (بالإنجليزية: Leon Jenkins)‏ هو لاعب كرة قدم أمريكية أمريكي، ولد في 18 أغسطس 1950 في كولومبوس في الولايات المتحدة.

## وصلات خارجية
- ليون جنكينز على موقع مرجع كرة القدم المحترفة.كوم (الإنجليزية)